# Spezifische Phobie
Spezifische Phobien oder auch isolierte Phobien gehören innerhalb der Angststörungen zu den phobischen Störungen. Die zeichnen sich dadurch aus, dass Betroffene eine extreme, unbegründete und irrationale Angst vor einem bestimmten Objekt oder einer bestimmten Situation haben. Häufig ist das auch schon beim Gedanken an den Auslöser der Fall.
Bei spezifischen Phobien treten in den jeweiligen Situationen starke Angstsymptome auf, was dadurch Schwierigkeiten im Leben und Alltag verursachen kann, dass der Betroffene versucht, dem Auslöser bzw. den Gefühlen auch unter großen Anstrengungen aus dem Weg zu gehen.

## Beschreibung
Spezifische Phobien beziehen sich auf ein spezielles im Vordergrund stehendes Objekt oder eine Situation. Die Furcht oder Angst kann sowohl durch die Anwesenheit als auch durch den Gedanken an das spezifische Objekt oder der Situation ausgelöst werden. Auch wenn die Betroffenen wissen, dass ihre Angst irrational ist, können sie diese nicht kontrollieren. Von einer Erkrankung spricht man dabei ab dem Punkt, an dem das Leben erheblich beeinträchtigt wird.
Die Ursache spezifischer Phobien kann je nach Phobie selbst variieren, aber auch Genetik, Umwelteinflüsse, Konditionierung und andere indirekte Wege umfassen. Ursachen können sowohl erfahrungsbedingt als auch nicht erfahrungsbezogen sein. Beispielsweise scheint es eine stärkere genetische Komponente bei Blut- und Spritzenphobien zu geben als bei Tierphobien, die eher auf eine Erfahrung zurückzuführen sind.
Eine Person, die auf das trifft, was die spezifische Phobie auslöst, zeigt oft Anzeichen von Angst oder Unbehagen. In einigen Fällen kann es zu einer Panikattacke kommen. Die Furcht oder Angst, die mit einer bestimmten Phobie verbunden ist, kann sich in körperlichen Symptomen wie einer erhöhten Herzfrequenz, Kurzatmigkeit, Muskelverspannungen, Schwitzen oder dem Wunsch äußern, der Situation zu entkommen.

## Diagnose

### ICD-11
Nach ICD-11 ist eine spezifische Phobie durch übersteigerte Furcht oder Angst gekennzeichnet, die dann auftritt, wenn sie einer oder mehreren bestimmten Objekten oder Situationen ausgesetzt ist oder erwartet und in keinem Verhältnis zur tatsächlichen Gefahr steht. Die phobischen Objekte oder Situationen werden gemieden oder mit intensiver Angst ertragen. Die Symptome halten mindestens mehrere Monate an und sind so schwerwiegend, dass sie zu erheblichen Leiden oder erheblichen Beeinträchtigungen in persönlichen, familiären, sozialen, schulischen, beruflichen oder anderen wichtigen Lebensbereichen führen.

### DSM-5
Spezifische Phobie – DSM-5 Kriterien
Das Objekt oder die Situation, vor der ein Patient Angst hat, muss nicht die Gefahr darstellen, vor der der Patient Angst hat. Ab einer Dauer von 6 Monaten, kann eine Person mit Spezifischer Phobie diagnostiziert werden, wenn die Angst Auswirkungen Einfluss auf das soziale, berufliche oder andere wichtige Lebensbereiche hat. Patienten mit Höhenangst oder Flugangst sind beispielsweise nicht bereit, zu einem geliebten Menschen zu fliegen oder eine Arbeitsgelegenheit an einem Ort wahrzunehmen, für den es nötig ist, zu fliegen. Patienten, die Angst vor Ungeziefer oder Spinnen haben, würden einen Campingausflug mit Familie oder Freunden ablehnen, um in der Natur vorkommende Ungeziefer zu vermeiden.
Der Patient kann seine Lebensweise ändern, um den Kontakt mit dem Objekt oder der Situation aktiv zu vermeiden. Es ist normal, dass der Patient weiß, dass seine Angst unlogisch oder irrational ist, aber er ist häufig trotzdem nicht in der Lage, seine Gefühle dafür zu kontrollieren. Die Symptome können nicht auf andere Medikamente, illegale Substanzen oder andere Erkrankungen zurückzuführen sein.
Kinder mit spezifischer Phobie haben eine andere Gefühlssymptomatik als Erwachsene. Bei Kindern kann Furcht oder Angst durch Weinen, Wutanfälle, Erstarren oder Anklammern ausgedrückt werden. Aus diesem Grund gibt es spezielle Therapieformen für Kinder, Jugendliche und Erwachsene, die mit einer spezifischen Phobie leben.
- Das phobische Objekt oder die phobische Situation provoziert fast immer unmittelbare Furcht oder Angst
- Das phobische Objekt oder die phobische Situation wird vermieden oder mit intensiver Furcht oder Angst ertragen
- Die Angst oder Besorgnis steht in keinem Verhältnis zur tatsächlichen Gefährdung durch das konkrete Objekt oder die konkrete Situation und zum soziokulturellen Kontext
- Die Furcht, Angst oder Vermeidung ist anhaltend und dauert in der Regel 6 Monate oder länger
- Die Furcht, Angst oder Vermeidung verursacht klinisch signifikante Belastungen oder Beeinträchtigungen in sozialen, beruflichen oder anderen wichtigen Lebensbereichen
- Die Störung lässt sich nicht besser durch Symptome einer anderen psychischen Störung erklären, einschließlich Furcht, Angst und Vermeidung von Situationen, die mit panikartigen Symptomen oder anderen handlungsunfähigen Symptomen verbunden sind; Objekte oder Situationen im Zusammenhang mit Obsessionen; Erinnerungen an traumatische Ereignisse; Trennung von Haus- oder Bezugspersonen; oder soziale Situationen

### Subtypen
- Tiertypus – Angst vor Spinnen (Arachnophobie), Hunden (Kynophobie), Ratten[11]
- Umwelttypus – Angst vor Wasser (Aquaphobie), Höhen (Akrophobie), Blitz und Gewitter (Astraphobie)[11]
- Situativer Typus – Angst vor engen Räumen (Klaustrophobie), Dunkelheit (Achluophobie), Fliegen (Flugangst)[11]
- Blut, Injektionen, Verletzungen – Angst vor medizinischen Eingriffen, einschließlich Nadeln und Injektionen (Trypanophobie), Angst vor Blut (Hämaphobie) und Angst vor Verletzungen[11]
- Andere – Angst vor lauten Geräuschen (Ligyrophobie) oder kostümierten Charakteren (als Spezialfall Coulrophobie)[11]

## Häufigkeit
Obwohl Furcht gewöhnlich und normal ist, ist eine Phobie eine extreme Form der Angst, bei der große Anstrengungen unternommen werden, um der spezifischen Gefahr nicht ausgesetzt zu sein. Phobien gelten als die häufigste psychische Störung, wobei etwa 10 % der Menschen im Verlauf ihres Lebens an einer spezifischen Phobie leiden. Viele Patienten leiden unter weiteren Komorbiditäten, Patienten mit Angststörungen im Allgemeinen etwa zu 60 % unter Depressionen.
Frauen werden doppelt so häufig mit einer spezifischen Phobie diagnostiziert wie Männer (obwohl dies je nach Objekt oder Situation der Angst variieren kann).
Kinder und Jugendliche, bei denen eine spezifische Phobie diagnostiziert wird, haben im späteren Leben ein erhöhtes Risiko für die Notwendigkeit einer zusätzlichen psychopathologischen Behandlung, da die Phobie ihre maximale Ausprägung häufig erst ab der Mitte der Lebenszeit erreicht.
Spezifische Phobien betreffen bis zu 12 % der Menschen mindestens einmal im Leben. Sie haben nach Daten aus 22 verschiedenen Ländern eine Lebenszeitprävalenz von 7,4 % und eine Einjahresprävalenz von 5,5 %. In Deutschland beträgt die Lebenszeitprävalenz 9,9 % und die Einjahresprävalenz 6,9 %. Das übliche Erkrankungsalter ist die Kindheit und das Jugendalter. Frauen sind doppelt so häufig von spezifischen Phobien betroffen wie Männer.

## Therapie
Die S3-Leitlinie für Angststörungen empfiehlt eine Psychotherapie. Zu Pharmakotherapien reichen die vorliegenden Studien nicht aus, um eine Wirksamkeit von Medikamenten bei einer spezifischen Phobie nachzuweisen. Zu Psychotherapie zählen folgende Therapien:
- Konfrontationstherapie – eine besonders wirksame Form der Verhaltenstherapie für viele spezifische Phobien, jedoch ist sie nicht weitgehend akzeptiert und weist hohe Abbruchrate auf. Andere Interventionen waren bei bestimmten Arten von spezifischer Phobie erfolgreich[16]
  - spezielle Unterart: Virtuelle-Realität-Konfrontationstherapie für den Fall, dass die In-vivo-Konfrontation unerfolgreich ist,[17] gilt allgemeinhin als kostenintensiv, es kommt in ca. 10 % der Fälle zu Kinetose mit Übelkeit[15]

Außerhalb der S3-Leitlinie:
- Kognitive Verhaltenstherapie – eine kurzfristige Therapie, die darauf abzielt, Menschen zu helfen, nicht hilfreiche emotionale Reaktionen zu zerstreuen, indem der Patient dazu gebracht wird, sie anders wahrzunehmen oder sein Verhalten zu ändern[18] bzw. zu verinnerlichen, dass die Befürchtungen unbegründet sind[4]

Die Konfrontation kann in direktem Kontakt mit dem angstbesetzten Objekt bzw. der Situation oder – weniger wirksam – anhand von Bildern erfolgen und Folgendes beinhalten:
- Systematische Desensibilisierung – basierend auf der Angsthierarchie eines Patienten wird mit weniger stark beängstigenden Bildern begonnen, die Angst wird jeweils durch die Verwendung von Entspannungstechniken abgemildert. Die Konfrontation mit den gefürchteten Reizen erfolgt zunächst in sensu (in der Vorstellung), bevor zu In-vivo-Konfrontationen übergegangen wird[19][20]
- Flooding – hier wird mit einer stark angstauslösenden Situation/Objektkonfrontation begonnen, jegliches Selbstberuhigungs- oder Vermeidungsverhalten wird durch den Therapeuten unterbunden, die Angst also intensiv erlebt. Ziel ist die Habituation.[21]